# Modrolotka brązowogłowa
Modrolotka brązowogłowa (Cyanoramphus ulietanus) – gatunek średniej wielkości ptaka z rodziny papug wschodnich (Psittaculidae). Występował endemicznie na wyspie Raiatea (Polinezja Francuska). Znany jedynie z dwóch okazów. Wymarły.

## Taksonomia
Po raz pierwszy gatunek opisał Johann Friedrich Gmelin w 1788 w Systema Naturae. Nowemu gatunkowi nadał nazwę Psittacus ulietanus. Epitet gatunkowy ulietanus nawiązuje do innej nazwy wyspy Raiatea – Ulietea. Obecnie (2020) Międzynarodowy Komitet Ornitologiczny umieszcza modrolotkę brązowogłową w rodzaju Cyanoramphus. Znane są tylko dwa okazy, przechowywane w muzeach w Tring i Wiedniu.

## Morfologia
Długość ciała wynosi około 27 cm. Głowa czarnobrązowa. Wierzch ciała o intensywnej oliwkowozielonej barwie; każde z piór ma szarobrązowe krawędzie. Kuper matowoczerwony. Spód ciała oliwkowożółtawy, pióra z szarobrązowymi krawędziami. Lotki I rzędu i sterówki popielate, przy czym barwa ogona ku końcowi przechodzi w cynamonowobrązowy. Dziób intensywnie niebieski z czarną końcówką. Nogi czarne.

## Zasięg
Endemit wyspy Raiatea (Polinezja Francuska). Gatunek znany jest wyłącznie z dwóch okazów, pozyskanych na wyspie przez Forstera w 1773 lub 1774 podczas drugiej podróży Jamesa Cooka. Modrolotki brązowogłowe musiały być ptakami leśnymi, ponieważ lasy porastały niegdyś całe Wyspy Towarzystwa. Do ich wymarcia mogło przyczynić się wylesianie wyspy, nadmierny odłów lub drapieżnictwo ze strony introdukowanych gatunków.

## Status
IUCN uznaje modrolotkę brązowogłową za gatunek wymarły (EX, Extinct).